# Saint-Contest
Saint-Contest település Franciaországban, Calvados megyében. Lakosainak száma 2459 fő (2022. január 1.). Saint-Contest Authie, Caen, Cairon, Cambes-en-Plaine, Épron, Saint-Germain-la-Blanche-Herbe és Villons-les-Buissons községekkel határos.

## Népesség
A település népessége az elmúlt években az alábbi módon változott:
| Lakosok száma | 766  | 1100 | 1541 | 2349 | 2471 | 2493 | 2517 | 2525 | 2515 | 2459 |
|               | 1968 | 1982 | 1990 | 2006 | 2013 | 2015 | 2017 | 2019 | 2020 | 2022 |